# Atletismo nos Jogos Pan-Americanos de 2023 - 3000 m com obstáculos feminino
A competição de 3000 metros com obstáculos feminino do atletismo nos Jogos Pan-Americanos de 2023 foi disputada em 4 de novembro no Parque Deportivo Estadio Nacional, em Santiago, no Chile.

## Calendário
Horário local (UTC-4).
| Data          | Horário | Fase  |
| ------------- | ------- | ----- |
| 4 de novembro | 19:20   | Final |

## Medalhistas
| Ouro   | ARG Belén Casetta           |
| Prata  | CAN Alycia Butterworth      |
| Bronze | BRA Tatiane Raquel da Silva |

## Recordes
Antes desta competição, os recordes mundiais e dos Jogos Pan-Americanos da prova eram os seguintes:
| Tipo                             | Atleta             | Tempo   | Local  | Data                 |
| -------------------------------- | ------------------ | ------- | ------ | -------------------- |
|                                  | Beatrice Chepkoech | 8:44.32 | Mónaco | 20 de julho de 2018  |
| Recorde dos Jogos Pan-Americanos | Geneviève Lalonde  | 9:41.45 | Lima   | 10 de agosto de 2019 |

O seguinte novo recorde foi estabelecido durante esta competição:
| Data          | Prova | Atleta        | Nacionalidade | Nacionalidade | Tempo                            | Recordes |
| ------------- | ----- | ------------- | ------------- | ------------- | -------------------------------- | -------- |
| 4 de novembro | Final | Belén Casetta | Argentina     | 9:39.47       | Recorde dos Jogos Pan-Americanos |          |

## Resultados

### Final
Estes foram os resultados:
| Pos. | Raia | Atleta                  | Nacionalidade      | Tempo    | Notas                            |
| ---- | ---- | ----------------------- | ------------------ | -------- | -------------------------------- |
| 01 ! | 4    | Belén Casetta           | ARG Argentina      | 9:39.47  | Recorde dos Jogos Pan-Americanos |
| 02 ! | 9    | Alycia Butterworth      | CAN Canadá         | 9:40.86  |                                  |
| 03 ! | 12   | Tatiane Raquel da Silva | BRA Brasil         | 9:41.29  | Recorde pessoal                  |
| 4    | 13   | Marisa Howard           | USA Estados Unidos | 9:49.27  |                                  |
| 5    | 7    | Kiana Gibson            | CAN Canadá         | 9:53.51  |                                  |
| 6    | 10   | Simone Ferraz           | BRA Brasil         | 10:00.62 | Recorde pessoal                  |
| 7    | 11   | Logan Jolly             | USA Estados Unidos | 10:03.08 |                                  |
| 8    | 3    | Veronica Huacasi        | PER Peru           | 10:10.90 | Recorde pessoal                  |
| 9    | 2    | Clara Baiocchi          | ARG Argentina      | 10:24.05 |                                  |
| 10   | 5    | Arian Chia              | MEX México         | 10:26.36 |                                  |
| 11   | 1    | María José Calfilaf     | CHI Chile          | 10:26.89 |                                  |
| 12   | 6    | Mirelle Leite           | BRA Brasil         | 10:29.72 | Recorde da temporada             |
| 13   | 8    | Alondra Negrón          | PUR Porto Rico     | 10:41.13 |                                  |

Legenda
| Recorde mundial                  | Recorde mundial (World record)               |                       | Recorde africano                      | Recorde africano (African) |                                           | Q | Classificado por posição (Qualified) |
| Recorde dos Jogos Pan-Americanos | Recorde pan-americano (Pan-American record)  | Recorde da América    | Recorde da América (Americas)         | q                          | Classificado por melhor tempo (Qualified) |   |                                      |
| Melhor marca do ano              | Melhor marca do ano (World leading)          | Recorde asiático      | Recorde asiático (Asian)              | DNS                        | Não largou (Did not start)                |   |                                      |
| Recorde nacional                 | Recorde nacional (National record)           | Recorde europeu       | Recorde europeu (European)            | DNF                        | Não terminou (Did not finish)             |   |                                      |
| Recorde pessoal                  | Recorde pessoal do atleta (Personal best)    | Recorde da Oceania    | Recorde da Oceania (Oceania)          | DSQ / DQ                   | Desclassificado (Disqualified)            |   |                                      |
| Recorde da temporada             | Recorde da temporada do atleta (Season best) | Recorde sul-americano | Recorde sul-americano (South America) | NM                         | Sem marca (No mark)                       |   |                                      |